# Памятник морякам Днепровской военной флотилии (Киев)
Памятник морякам Днепровской военной флотилии — памятник в Подольском районе Киева.

## История
Открыт 6 октября 1979 года на набережной возле Киевского речного вокзала. Авторы — скульпторы Макар Вронский и Александр Скобликов. Архитектор Игорь Ланько.
В 2012 году, в связи с реконструкцией Почтовой площади, перенесён в Парк моряков на Рыбальском острове.
Заново открыт 8 мая 2013 года.

## Характеристика
Трёхгранный гранитный обелиск, вокруг которого расположены бронзовые фигуры моряков. На гранях обелиска указаны названия отличившихся боевых кораблей.
Общая высота 14,5 м.